# Мнемосина
Мнемосина је у грчкој митологији била Титанка, персонификација памћења и сећања.

## Митологија
Њени родитељи су Уран и Геја, мада се као њен отац наводи и Етар. Сматрана је проналазачем језика и речи. Такође је сматрана божанством које је представљало учење напамет пре увођења писане речи, како би се запамтиле историјске чињенице и митолошке приче. Због свог оца Урана (небо), била је и божанство времена. Била је Зевсова љубавница девет ноћи у Елеутери и након тога је родила девет муза, које су у почетку биле божанства поезије. Најчешће је и поштована заједно са својим кћеркама. Када је Хермес пронашао китару, прву песму је извео управо Мнемосини. Касније је њен значај опао и она је постала минорно божанство, титанка, која је управљала Трофонијевим пророчиштем у Лебадеји, где се налазио њен извор сећања и извор заборава (Лета). Као титанка, понекад је описивана као једна од три музе старије генерације, које су претходиле Зевсовим кћеркама.